# Braunsapis strandi
Braunsapis strandi là một loài Hymenoptera trong họ Apidae. Loài này được Masi mô tả khoa học năm 1930.